# 資訊架構
資訊架構（英語：Information Architecture，缩写IA）是在資訊環境中，影響系統組織、導覽、及分類標籤的組合結構。它是也基于信息架构方法论，并运用内容管理技术来管理和组织信息的一个专门学科。从事该行的人员一般叫做信息架构师。
理查德·索·乌尔曼（Richard Saul Wurman）被认为是信息架构的发明者。

## 相關領域
資訊架構會影響資訊的可用性和可尋性（Findability），除此之外，仍有許多因素會影響，例如設計經驗的累積、圖形的設計、人機間的互動、知識內容的管理......等，這些都是與資訊架構相關的領域。

## 影響
資訊架構如同建築物的架構一般，影響身陷其環境中的人們：好的資訊架構，可以提升使用者存取資料的便利性、快速瞭解內容；不好的資訊架構，將使人如同身陷於迷宮中，失去方向。
若網站的資訊架構設計良好，將吸引更多使用者駐足於此，而網站擁有者將可利用此一優勢增強網站價值和影響力，例如提升商業用途、教育用途、影響民眾思想等；反之，不良的資訊架構，就必須付出更多時間和金錢來維護或彌補使用者的流失。因此，資訊架構設計會影響所需付出的成本和得到的價值。

## 争论
为信息架构建立一个共同的定义非常困难，部分原因是该术语在多个领域中都存在。但在在线信息（即网站）的背景下，它更值得商榷。Andrew Dillon将其称为「大IA-小IA辩论」。 